# گلایول سیاه

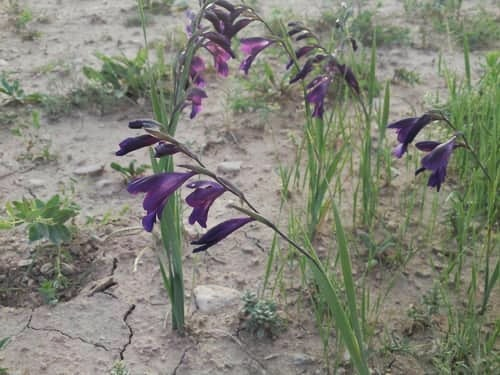
گلایُل سیاه خودرو در بهبهان

گلایول سیاه (نام علمی: Gladiolus atroviolaceus) یکی از گونه‌های سردهٔ گلایول است. در حدود ۴۰ تا ۷۵ سانتیمتر ارتفاع دارد. با گل‌های بنفش خیلی پر رنگ بطول ۳ تا ۴ سانتیمتر گیاهی نسبتاً غیرمعمول بنظر می‌رسد. گل‌ها تماماً به یک سمت سنبله متمایل شده و با یک ذره بین قوی می‌توان دید که برگ‌ها در فواصل بین رگ برگ‌ها از موهای بسیار کوتاه پوشیده شده‌اند. در بیشتر قسمت‌های ایران و در گندم‌زارها نسبتاً متداول است. فصل گلدهی فروردین تا اردیبهشت ماه است.  
تیره گلایول در حدود ۳۰۰ گونه دارد که اکثراً در قسمت گرمسیری و جنوب آفریقا و همچنین در نواحی مدیترانه‌ای پراکنده هستند و در ایران ۵ گونه از آنها یافت می‌شود.